# Arcinella
Arcinella är ett släkte av musslor. Arcinella ingår i familjen Chamidae.
Kladogram enligt Catalogue of Life:
| Arcinella | \| \| Arcinella arcinella \| \| \| \| \| \| Arcinella cornuta \| \| \| \| |
|           | \| \| Arcinella arcinella \| \| \| \| \| \| Arcinella cornuta \| \| \| \| |
|           | Chama                                                                     |
|           |                                                                           |
|           | Pseudochama                                                               |
|           |                                                                           |
|           | Arcinella arcinella                                                       |
|           |                                                                           |
|           | Arcinella cornuta                                                         |
|           |                                                                           |

|  | Arcinella arcinella |
|  |                     |
|  | Arcinella cornuta   |
|  |                     |